# 周東英雄
周東 英雄（すとう ひでお、1898年1月27日 - 1981年8月8日）は、日本の政治家・官僚。農林大臣や自治大臣などを歴任した。正三位勲一等旭日大綬章。

## 来歴・人物
山口県大津郡三隅村（現・長門市）生まれ。少年時代より京都で過ごし、京都一中（現・京都府立洛北高等学校・附属中学校）、第三高等学校を経て、1921年、東京帝国大学法学部独法科を卒業。農商務省に入省する。後に農林大臣を務めた井野碩哉の懐刀として、農林省米穀局長、農務局長、総務局長の要職を務める。その後企画院第四部長、商工省物価局長官を経て、1942年、帝国油糧統制会社初代社長となる。
戦後の1946年、第1次吉田内閣にて内閣副書記官長に就任し、書記官長林譲治のお株を奪う八面六臂の活躍ぶりを見せ、吉田茂に引き立てられた。1947年、前年の総選挙に出馬予定だった安倍寛（1946年死去）の後継役として出馬し当選しながら公職追放された木村義雄の後継役として、第23回衆議院議員総選挙に自由党から旧山口1区にて立候補し当選する（当選同期に田中角栄・鈴木善幸・中曽根康弘・増田甲子七・中山マサ・松野頼三・倉石忠雄・荒木万寿夫・石田博英・原田憲・園田直・櫻内義雄・根本龍太郎・中村寅太など）。以後当選を重ね、通算9回。吉田政権下で重用され、1948年、第2次吉田内閣で農林大臣、1950年、第3次吉田第1次改造内閣で国務大臣（経済安定本部総務長官、賠償庁長官）として入閣する。
保守合同後は宏池会に所属し、1960年、浅沼稲次郎暗殺事件のため引責辞任した山崎巌の後任として自治大臣となり、続く第2次池田内閣では2度目の農林大臣に就任する。この他自民党政調会長も務めた。1969年、政界を引退（地盤は林義郎が引き継いだ）。
1973年、勲一等旭日大綬章受章。1978年、日本棋院から大倉賞を受賞。1981年8月8日死去。享年83。叙・正三位。

## 関連項目

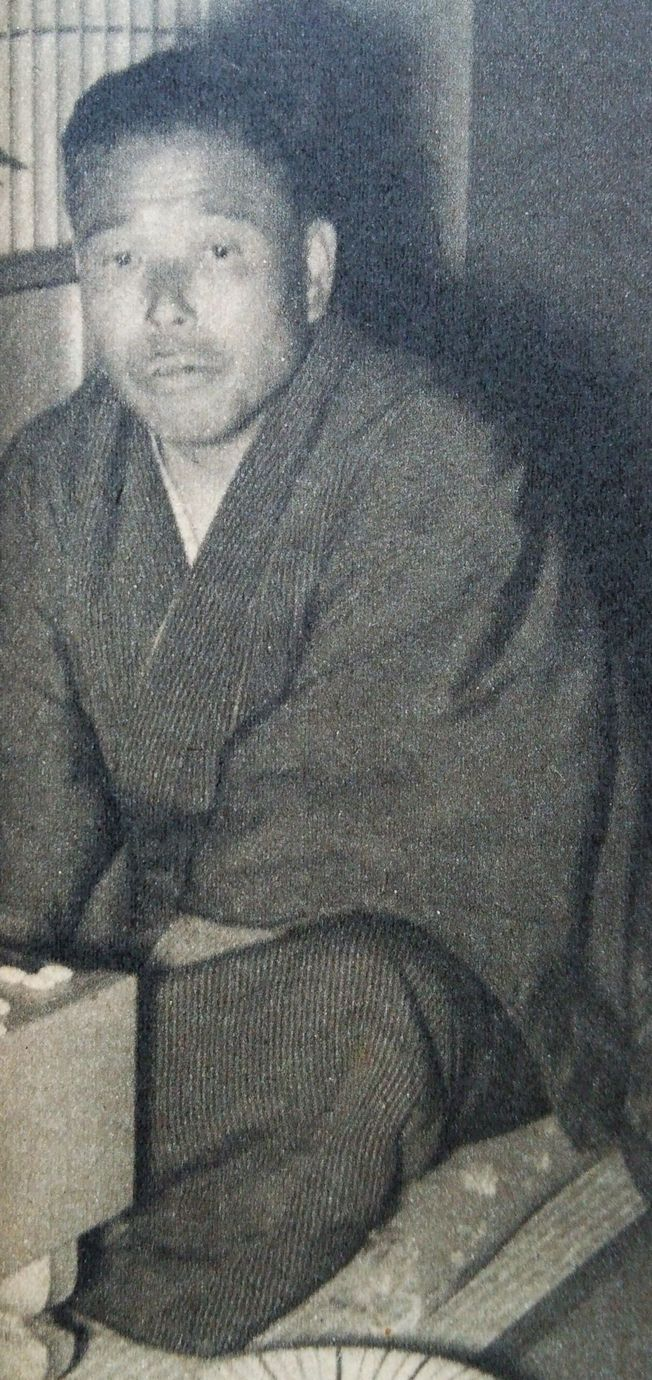
1953年